# Verein für Bewegungsspiele Stuttgart 1893 1966-1967
Questa voce raccoglie le informazioni riguardanti il Verein für Bewegungsspiele Stuttgart 1893 nelle competizioni ufficiali della stagione 1966-1967.

## Stagione
Nella stagione 1966-1967 lo Stoccarda, allenato da Rudi Gutendorf e Albert Sing, concluse il campionato di Bundesliga al 12º posto. In Coppa di Germania lo Stoccarda fu eliminato agli ottavi di finale dallo Schalke 04. In Coppa delle Fiere lo Stoccarda fu eliminato al primo turno dal Burnley.

## Rosa
| N. |                     | Ruolo | Calciatore           |
| -- | ------------------- | ----- | -------------------- |
|    | Germania (bandiera) | P     | Werner Pfeifer       |
|    | Germania (bandiera) | P     | Günter Sawitzki      |
|    | Germania (bandiera) | D     | Siegfried Böhringer  |
|    | Germania (bandiera) | D     | Hans Eisele          |
|    | Germania (bandiera) | D     | Willi Entenmann      |
|    | Germania (bandiera) | D     | Theodor Hoffmann     |
|    | Germania (bandiera) | D     | Gerd Menne           |
|    | Germania (bandiera) | D     | Günter Seibold       |
|    | Germania (bandiera) | D     | Klaus-Dieter Sieloff |
|    | Germania (bandiera) | C     | Hans Arnold          |
|    | Germania (bandiera) | C     | Rudi Entenmann       |

| N. |                     | Ruolo | Calciatore           |
| -- | ------------------- | ----- | -------------------- |
|    | Francia (bandiera)  | C     | Gilbert Gress        |
|    | Germania (bandiera) | A     | Rolf Geiger          |
|    | Germania (bandiera) | A     | Karl-Heinz Handschuh |
|    | Germania (bandiera) | A     | Helmut Huttary       |
|    | Germania (bandiera) | A     | Horst Köppel         |
|    | Svezia (bandiera)   | A     | Bo Larsson           |
|    | Germania (bandiera) | A     | Hans-Otto Peters     |
|    | Germania (bandiera) | A     | Eberhard Pfisterer   |
|    | Germania (bandiera) | A     | Manfred Reiner       |
|    | Germania (bandiera) | A     | Erwin Waldner        |
|    | Germania (bandiera) | A     | Hartmut Weiß         |

## Organigramma societario
Area tecnica
- Allenatore: Albert Sing
- Allenatore in seconda: Fritz Millinger
- Preparatore dei portieri:
- Preparatori atletici:

## Calciomercato

### Sessione estiva
| Acquisti | Acquisti             | Acquisti      | Acquisti |
| R.       | Nome                 | da            | Modalità |
| -------- | -------------------- | ------------- | -------- |
| C        | Gilbert Gress        | Strasburgo    |          |
| A        | Karl-Heinz Handschuh | Stoccarda U19 |          |
| A        | Horst Köppel         | Stoccarda U19 |          |
| A        | Bo Larsson           | Malmö FF      |          |

| Cessioni | Cessioni         | Cessioni          | Cessioni |
| R.       | Nome             | a                 | Modalità |
| -------- | ---------------- | ----------------- | -------- |
| A        | Dieter Höller    | Reutlingen        |          |
| C        | Vladimir Popović | Kickers Stoccarda |          |
| A        | Helmut Siebert   | Freiburger        |          |
| D        | Werner Walter    | Kickers Stoccarda |          |

## Risultati

### Bundesliga

#### Girone di andata
| Arbitro: | Tschenscher |

|            |           |  |
| Peters 64’ | Marcatori |  |

| Arbitro: | Weyland |

|               |           |                     |
| Zebrowski 81’ | Marcatori | 4’ Peters 31’ Gress |

| Arbitro: | Malka |

|                          |           |  |
| Entenmann 34’ Peters 50’ | Marcatori |  |

| Arbitro: | Seekamp |

|                                  |           |            |
| Regh 3’ Hemmersbach 46’ Löhr 52’ | Marcatori | 85’ Peters |

| Arbitro: | Schmidt |

|            |           |                    |
| Köppel 66’ | Marcatori | 78’ Ulsaß 79’ Maas |

| Arbitro: | Wengenmayer |

|                                               |           |  |
| Grabowski 4’ Solz 47’, 58’ (rig.) Huberts 54’ | Marcatori |  |

| Duisburg 1º ottobre 1966, ore 16:00 CET 7ª giornata | Meidericher | 0 – 0 referto | Stoccarda | Wedaustadion (20 000 spett.)\| Arbitro: \| Lutz \| |
| Arbitro:                                            | Lutz        |               |           |                                                    |

| Arbitro: | Herden |

|            |           |            |
| Köppel 14’ | Marcatori | 51’ Neuser |

| Arbitro: | Thier |

|                                             |           |                             |
| Rummel 6’ Reitgassl 41’ Rehhagel 44’ (rig.) | Marcatori | 56’, 59’ Sieloff 81’ Peters |

| Arbitro: | Hoffmann |

|             |           |                                  |
| Huttary 39’ | Marcatori | 36’ Seeler 63’ Dörfel 73’ Dörfel |

| Arbitro: | Schulenburg |

|           |           |             |
| Wosab 23’ | Marcatori | 86’ Larsson |

| Arbitro: | Fritz |

|                         |           |                                       |
| Larsson 28’ Sieloff 62’ | Marcatori | 3’, 51’ Brenninger 37’, 80’ Ohlhauser |

| Arbitro: | Redelfs |

|                             |           |                               |
| Gerhardt 5’, 13’ Schult 77’ | Marcatori | 3’ Larsson 47’, 72’ Handschuh |

| Arbitro: | Regely |

|             |           |                                |
| Sieloff 87’ | Marcatori | 22’ Mülhausen 30’ Siemensmeyer |

| Arbitro: | Siepe |

|                                            |           |             |
| Dürrschnabel 42’ Müller 56’, 71’ Dobat 83’ | Marcatori | 87’ Seibold |

| Arbitro: | Ott |

|  |           |                     |
|  | Marcatori | 38’ Laumen 44’ Rupp |

| Arbitro: | Spinnler |

|               |           |                            |
| Koslowski 80’ | Marcatori | 13’, 56’ Köppel 28’ Peters |

#### Girone di ritorno
| Arbitro: | Biwersi |

|                                 |           |                               |
| Volkert 2’ Strehl 18’ Greif 56’ | Marcatori | 9’ Köppel 36’ Peters 43’ Weiß |

| Arbitro: | Regely |

|          |           |                  |
| Weiß 24’ | Marcatori | 68’ Schweighöfer |

| Arbitro: | Jacobi |

|             |           |            |
| Grosser 37’ | Marcatori | 79’ Köppel |

| Arbitro: | Deuschel |

|               |           |                               |
| Weiß 27’, 85’ | Marcatori | 58’ (rig.) Overath 75’ Struth |

| Arbitro: | Hilker |

|           |           |            |
| Ulsaß 45’ | Marcatori | 65’ Eisele |

| Arbitro: | Fritz |

|                                              |           |  |
| Reiner 26’ Hoffmann 30’ (rig.) Handschuh 60’ | Marcatori |  |

| Arbitro: | Spinnler |

|           |           |                                 |
| Gress 19’ | Marcatori | 18’ Gecks 52’ Krämer 67’ Pavlić |

| Arbitro: | Schulenburg |

|                               |           |  |
| Seibold 14’ (aut.) Pliska 49’ | Marcatori |  |

| Arbitro: | Siepe |

|  |           |              |
|  | Marcatori | 87’ Rehhagel |

| Arbitro: | Hennig |

|                   |           |                    |
| Dörfel 87’ (rig.) | Marcatori | 39’ (rig.) Sieloff |

| Arbitro: | Biwersi |

|             |           |  |
| Sieloff 69’ | Marcatori |  |

| Arbitro: | Tschenscher |

|            |           |             |
| Müller 46’ | Marcatori | 77’ Larsson |

| Arbitro: | Ott |

|                      |           |            |
| Larsson 1’, 58’, 86’ | Marcatori | 67’ Straus |

| Arbitro: | Weyland |

|                          |           |                     |
| Gräber 1’ Straschitz 75’ | Marcatori | 25’ Weiß 43’ Köppel |

| Arbitro: | Ott |

|               |           |  |
| Weiß 25’, 43’ | Marcatori |  |

| Arbitro: | Wolf |

|                   |           |                     |
| Milder 40’ (rig.) | Marcatori | 11’ Weiß 43’ Köppel |

| Arbitro: | Schulz |

|           |           |  |
| Gress 11’ | Marcatori |  |

### Coppa di Germania
| Arbitro: | Lutz |

|                              |           |                                    |
| Hoffmann 55’ (aut.) Vogt 75’ | Marcatori | 8’, 52’ Reiner 58’ Weiß 64’ Peters |

| Arbitro: | Spinnler |

|  |           |           |
|  | Marcatori | 16’ Kraus |

### Coppa delle Fiere
| Arbitro: | Droz |

|                 |           |            |
| Weiß 50’ (rig.) | Marcatori | 17’ Irvine |

| Arbitro: | Boström |

|                         |           |  |
| Coates 57’ Lochhead 78’ | Marcatori |  |

## Statistiche

### Statistiche di squadra
| Competizione      | Punti | In casa | In casa | In casa | In casa | In casa | In casa | In trasferta | In trasferta | In trasferta | In trasferta | In trasferta | In trasferta | Totale | Totale | Totale | Totale | Totale | Totale | DR |
| Competizione      | Punti | G       | V       | N       | P       | Gf      | Gs      | G            | V            | N            | P            | Gf           | Gs           | G      | V      | N      | P      | Gf     | Gs     | DR |
| ----------------- | ----- | ------- | ------- | ------- | ------- | ------- | ------- | ------------ | ------------ | ------------ | ------------ | ------------ | ------------ | ------ | ------ | ------ | ------ | ------ | ------ | -- |
| Bundesliga        | 33    | 17      | 7       | 3       | 7       | 23      | 22      | 17           | 3            | 10           | 4            | 25           | 32           | 34     | 10     | 13     | 11     | 48     | 54     | -6 |
| Coppa di Germania | -     | 1       | 0       | 0       | 1       | 0       | 1       | 1            | 1            | 0            | 0            | 4            | 2            | 2      | 1      | 0      | 1      | 4      | 3      | +1 |
| Coppa delle Fiere | -     | 1       | 0       | 1       | 0       | 1       | 1       | 1            | 0            | 0            | 1            | 0            | 2            | 2      | 0      | 1      | 1      | 1      | 3      | -2 |
| Totale            | 33    | 19      | 7       | 4       | 8       | 24      | 24      | 19           | 4            | 10           | 5            | 29           | 36           | 38     | 11     | 14     | 13     | 53     | 60     | -7 |

### Andamento in campionato
| Giornata  | 1 | 2 | 3 | 4 | 5 | 6  | 7  | 8  | 9  | 10 | 11 | 12 | 13 | 14 | 15 | 16 | 17 | 18 | 19 | 20 | 21 | 22 | 23 | 24 | 25 | 26 | 27 | 28 | 29 | 30 | 31 | 32 | 33 | 34 |
| --------- | - | - | - | - | - | -- | -- | -- | -- | -- | -- | -- | -- | -- | -- | -- | -- | -- | -- | -- | -- | -- | -- | -- | -- | -- | -- | -- | -- | -- | -- | -- | -- | -- |
| Luogo     | C | T | C | T | C | T  | T  | C  | T  | C  | T  | C  | T  | C  | T  | C  | T  | T  | C  | T  | C  | T  | C  | C  | T  | C  | T  | C  | T  | C  | T  | C  | T  | C  |
| Risultato | V | V | V | P | P | P  | N  | N  | N  | P  | N  | P  | N  | P  | P  | P  | V  | N  | N  | N  | N  | N  | V  | P  | P  | P  | N  | V  | N  | V  | N  | V  | V  | V  |
| Posizione | 8 | 2 | 2 | 5 | 8 | 13 | 11 | 11 | 13 | 15 | 13 | 16 | 15 | 16 | 17 | 18 | 17 | 16 | 17 | 15 | 16 | 16 | 14 | 15 | 16 | 17 | 17 | 15 | 15 | 14 | 14 | 13 | 12 | 12 |

Legenda:

Luogo: C = Casa; T = Trasferta. Risultato: V = Vittoria; N = Pareggio; P = Sconfitta.

### Statistiche dei giocatori
| Giocatore    | Bundesliga | Bundesliga | Bundesliga  | Bundesliga | Coppa di Germania | Coppa di Germania | Coppa di Germania | Coppa di Germania | Coppa delle Fiere | Coppa delle Fiere | Coppa delle Fiere | Coppa delle Fiere | Totale   | Totale | Totale      | Totale     |
| Giocatore    | Presenze   | Reti       | Ammonizioni | Espulsioni | Presenze          | Reti              | Ammonizioni       | Espulsioni        | Presenze          | Reti              | Ammonizioni       | Espulsioni        | Presenze | Reti   | Ammonizioni | Espulsioni |
| ------------ | ---------- | ---------- | ----------- | ---------- | ----------------- | ----------------- | ----------------- | ----------------- | ----------------- | ----------------- | ----------------- | ----------------- | -------- | ------ | ----------- | ---------- |
| H. Arnold    | 21         | 0          | 0           | 0          | 2                 | 0                 | 0                 | 0                 | 0                 | 0                 | 0                 | 0                 | 23       | 0      | 0           | 0          |
| S. Böhringer | 1          | 0          | 0           | 0          | 0                 | 0                 | 0                 | 0                 | 2                 | 0                 | 0                 | 0                 | 3        | 0      | 0           | 0          |
| G. Eisele    | 0          | 0          | 0           | 0          | 0                 | 0                 | 0                 | 0                 | 0                 | 0                 | 0                 | 0                 | 0        | 0      | 0           | 0          |
| H. Eisele    | 20         | 1          | 0           | 0          | 0                 | 0                 | 0                 | 0                 | 0                 | 0                 | 0                 | 0                 | 20       | 1      | 0           | 0          |
| R. Entenmann | 3          | 0          | 0           | 0          | 0                 | 0                 | 0                 | 0                 | 1                 | 0                 | 0                 | 0                 | 4        | 0      | 0           | 0          |
| W. Entenmann | 19         | 1          | 0           | 0          | 0                 | 0                 | 0                 | 0                 | 1                 | 0                 | 0                 | 0                 | 20       | 1      | 0           | 0          |
| D. Feller    | 0          | 0          | 0           | 0          | 0                 | 0                 | 0                 | 0                 | 0                 | 0                 | 0                 | 0                 | 0        | 0      | 0           | 0          |
| R. Geiger    | 0          | 0          | 0           | 0          | 0                 | 0                 | 0                 | 0                 | 0                 | 0                 | 0                 | 0                 | 0        | 0      | 0           | 0          |
| G. Gress     | 34         | 3          | 0           | 0          | 2                 | 0                 | 0                 | 0                 | 2                 | 0                 | 0                 | 0                 | 38       | 3      | 0           | 0          |
| M. Gärtner   | 0          | 0          | 0           | 0          | 0                 | 0                 | 0                 | 0                 | 0                 | 0                 | 0                 | 0                 | 0        | 0      | 0           | 0          |
| K. Handschuh | 7          | 3          | 0           | 0          | 0                 | 0                 | 0                 | 0                 | 0                 | 0                 | 0                 | 0                 | 7        | 3      | 0           | 0          |
| H. Haug      | 0          | 0          | 0           | 0          | 0                 | 0                 | 0                 | 0                 | 0                 | 0                 | 0                 | 0                 | 0        | 0      | 0           | 0          |
| G. Heinze    | 0          | 0          | 0           | 0          | 0                 | 0                 | 0                 | 0                 | 0                 | 0                 | 0                 | 0                 | 0        | 0      | 0           | 0          |
| T. Hoffmann  | 18         | 1          | 0           | 0          | 1                 | 0                 | 0                 | 0                 | 2                 | 0                 | 0                 | 0                 | 21       | 1      | 0           | 0          |
| H. Huttary   | 29         | 1          | 0           | 0          | 2                 | 0                 | 0                 | 0                 | 2                 | 0                 | 0                 | 0                 | 33       | 1      | 0           | 0          |
| H. Koch      | 0          | 0          | 0           | 0          | 0                 | 0                 | 0                 | 0                 | 0                 | 0                 | 0                 | 0                 | 0        | 0      | 0           | 0          |
| H. Köppel    | 27         | 8          | 0           | 0          | 2                 | 0                 | 0                 | 0                 | 1                 | 0                 | 0                 | 0                 | 30       | 8      | 0           | 0          |
| B. Larsson   | 22         | 7          | 0           | 0          | 1                 | 0                 | 0                 | 0                 | 2                 | 0                 | 0                 | 0                 | 25       | 7      | 0           | 0          |
| G. Menne     | 29         | 0          | 0           | 0          | 2                 | 0                 | 0                 | 0                 | 0                 | 0                 | 0                 | 0                 | 31       | 0      | 0           | 0          |
| H. Peters    | 15         | 7          | 0           | 0          | 2                 | 1                 | 0                 | 0                 | 0                 | 0                 | 0                 | 0                 | 17       | 8      | 0           | 0          |
| W. Pfeifer   | 3          | 0          | 0           | 0          | 0                 | 0                 | 0                 | 0                 | 1                 | 0                 | 0                 | 0                 | 4        | 0      | 0           | 0          |
| E. Pfisterer | 1          | 0          | 0           | 0          | 0                 | 0                 | 0                 | 0                 | 1                 | 0                 | 0                 | 0                 | 2        | 0      | 0           | 0          |
| M. Reiner    | 11         | 1          | 0           | 0          | 1                 | 2                 | 0                 | 0                 | 2                 | 0                 | 0                 | 0                 | 14       | 3      | 0           | 0          |
| G. Sawitzki  | 31         | 0          | 0           | 0          | 2                 | 0                 | 0                 | 0                 | 1                 | 0                 | 0                 | 0                 | 34       | 0      | 0           | 0          |
| G. Seibold   | 34         | 1          | 0           | 0          | 2                 | 0                 | 0                 | 0                 | 2                 | 0                 | 0                 | 0                 | 38       | 1      | 0           | 0          |
| K. Sieloff   | 22         | 6          | 0           | 0          | 1                 | 0                 | 0                 | 0                 | 0                 | 0                 | 0                 | 0                 | 23       | 6      | 0           | 0          |
| E. Waldner   | 2          | 0          | 0           | 0          | 0                 | 0                 | 0                 | 0                 | 0                 | 0                 | 0                 | 0                 | 2        | 0      | 0           | 0          |
| R. Weidle    | 0          | 0          | 0           | 0          | 0                 | 0                 | 0                 | 0                 | 0                 | 0                 | 0                 | 0                 | 0        | 0      | 0           | 0          |
| M. Weidmann  | 0          | 0          | 0           | 0          | 0                 | 0                 | 0                 | 0                 | 0                 | 0                 | 0                 | 0                 | 0        | 0      | 0           | 0          |
| H. Weiß      | 25         | 8          | 0           | 0          | 2                 | 1                 | 0                 | 0                 | 2                 | 1                 | 0                 | 0                 | 29       | 10     | 0           | 0          |